# Атиаз
 Атиаз  — село в Елабужском районе Татарстана. Входит в состав Старокуклюкского сельского поселения.

## География
Находится в северной части Татарстана на расстоянии приблизительно 29 км на северо-запад по прямой от районного центра города Елабуга.

## История
Основано в XVII веке. Относится к населенным пунктам с компактным населением из кряшен. В советское время работали колхозы им. Молотова и «Труд».

## Население
Постоянных жителей в 1859—254, в 1887—443, в 1920—674, в 1926—725, в 1938—556, в 1949—397, в 1958—291, в 1970—205, в 1979 — 92, в 1989 — 12. Постоянное население составляло 13 человек (татары 85 %) в 2002 году, 6 в 2010.